# Izrail Abramovič Ozerskij

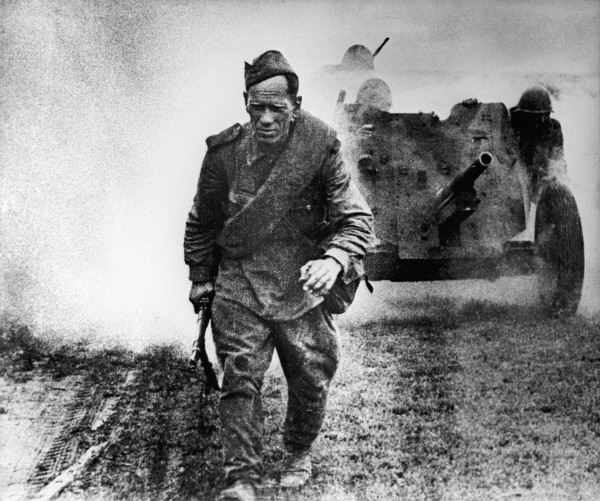
Práce vojáka, voják kráčí po cestě, za ním dělostřelectvo zvedá mraky prachu a tlačí 45 mm protitankové dělo, Rusko, 1. srpna 1943. Fotografie se stala klasikou sovětské válečné dokumentární fotografie.

Izrail Abramovič Ozerskij (Израиль Абрамович Озерский, 28. března 1904, Smolenská oblast Počinkovskij – 1971) byl ruský válečný fotograf pracující pro RIA Novosti. Jeho fotografie Práce vojáka se stala klasikou sovětské válečné dokumentární fotografie.

## Životopis
Izrail Abramovič Ozerskij se narodil 28. března 1904 ve Smolenské oblasti Počinkovskij. Nejdříve pracoval jako svářeč. Poté se naučil řemeslo fotografie a ve třicátých letech začal pracovat v agentuře Sojuzfoto. Během Velké vlastenecké války byl korespondentem fotokroniky TASS. Dokumentární snímky pořizoval na severokavkazských, krymských, severozápadních a ukrajinských frontách. Jeho fotografie Práce vojáka se stala klasikou sovětské válečné dokumentární fotografie. V poválečném období pracoval jako fotoreportér ve VDNKh, v tiskové agentuře Novosti.
V říjnu 1926 se připojil k vojenské službě, podle dokumentů působil jako vojenský inženýr 3. stupně; kapitán; poručík rezervy a poručík. Byl známý díky svým fotografiím Velké vlastenecké války.

## Práce vojáka
Ozerskij pořídil snímek s názvem Práce vojáka, který se stal jedním z nejslavnějších záběrů Velké vlastenecké války. Novinář a filosof Alexandr Dementěv na serveru Popularnaja nauka fotografii komentoval takto:
Nejde o hrdinskou fotografii vítězství, ale o obyčejný fragment života. Vojáci tlačí 45 mm protitankové dělo - zdánlivě triviální snímek a sami vojáci jsou téměř neviditelní. Fotografie však ukazuje, co se děje v první linii...

...začnou střílet na tanky a pro střelce je taková bitva jako boj pěchoty... Je čas na dva nebo tři výstřely, dokud nepřátelské tanky neprojedou. A musí střílet přesně, jinak .... je lepší na to nemyslet.
Obzvláště obtížný je osud střelce. Pokud se nepříteli podaří dosáhnout jejich pozic, nemají prakticky žádnou šanci na přežití. Střelci mají minimální podporu a ochranu a plně doufají, že v hlavní bitvě bude úspěch na jejich straně. Je pro ně také obtížné ustoupit - přinejmenším za opuštění zbraně čelí přísným trestům podle válečných zákonů.
Bitvu vede prostý voják, ne nějaký bodrý generál nebo dokonce major. Avšak na vojákovi je okamžitě vidět, že má za sebou velké zkušenosti. Jsou to vojáci, kteří ve Velké vlastenecké válce přinesli vítězství.

A kolik kilometrů má v nochách tento voják! Celá válka je pro něj pekelnou prací, každý den pod palbou. Žádný odpočinek, žádný prostor pro chyby - dlouhé čtyři roky! A tato fotografie má překvapivě přesný název - „Práce vojáka“!
Alexandr Dementěv

## Řády a ocenění
- Řád rudé hvězdy
- Řád 2. stupně vlastenecké války

## RIA Novosti
Pracoval pro ruskou informační agenturu RIA Novosti, což byla státní zpravodajská agentura pro mezinárodní informace se sídlem v Moskvě. Historie agentury sahá do 24. června 1941, kdy dva dny po napadení Sovětského Svazu byla založena Sovětská informační kancelář (Советское Информационное Бюро; Совинформбюро). Byla založena usnesením vlády Sovětského svazu a ÚV KSSS. Jejím hlavním úkolem bylo přinášet informace o zahraničních vojenských událostech a o událostech v domácím životě. V jisté době byl vydáván bulletin v papírové podobě a vysílán v rádiu (od 14. října 1941 do 3. března 1942). Hlavním úkolem bylo sestavovat zprávy o situaci na frontové válečné linii, situaci na domácí frontě a v partyzánském hnutí. Dne 9. prosince 2013 podepsal ruský prezident Vladimir Putin dekret o zrušení této agentury a rozhlasové stanice Hlas Ruska a jejich sloučení do nově vzniklé agentury Rusko dnes (Rossija segodňa).

## Galerie

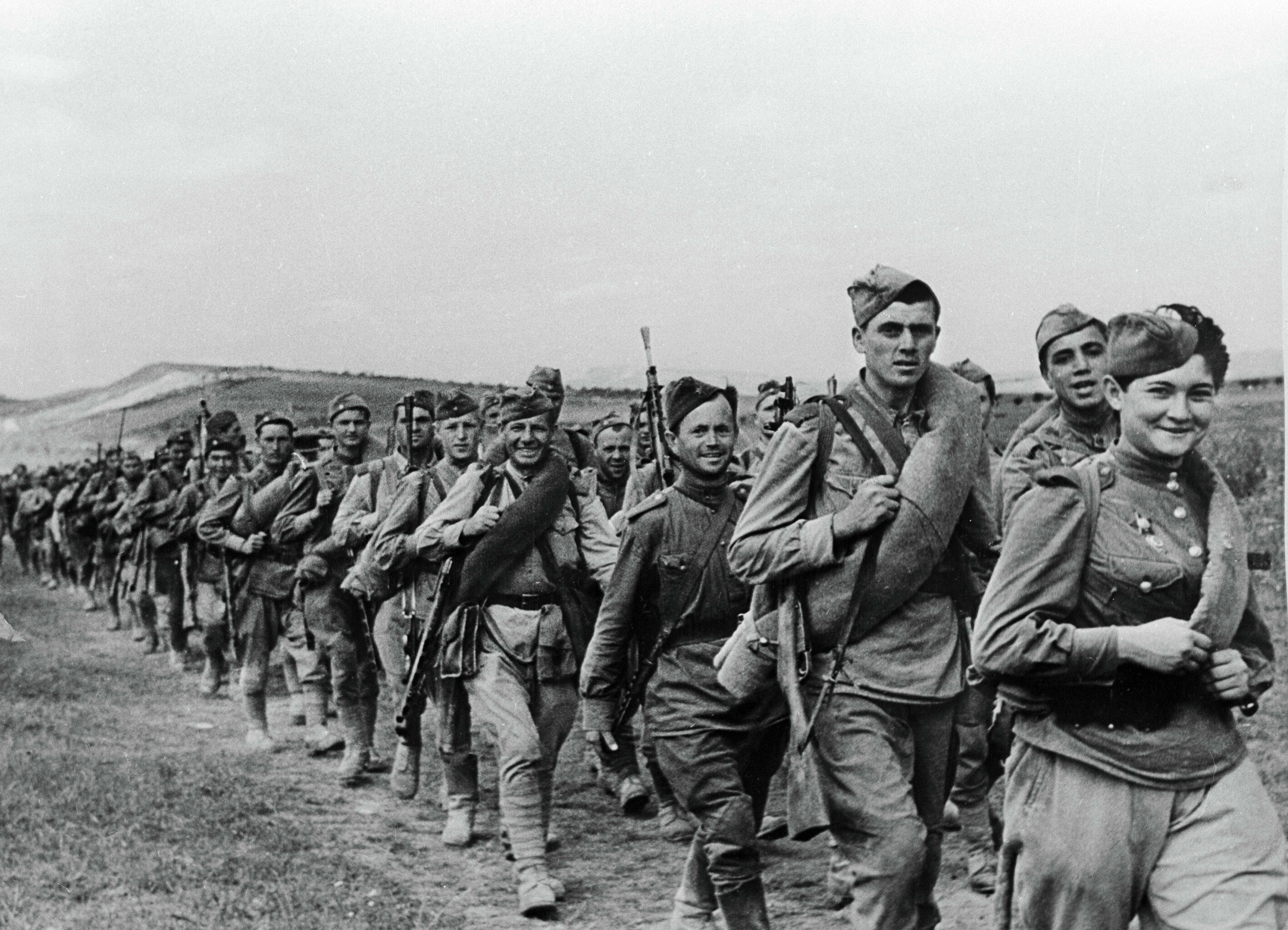
„Vojáci na pochodu“, vojáci Rudé armády na pochodu během Velké vlastenecké války, SSSR, 1. září 1943
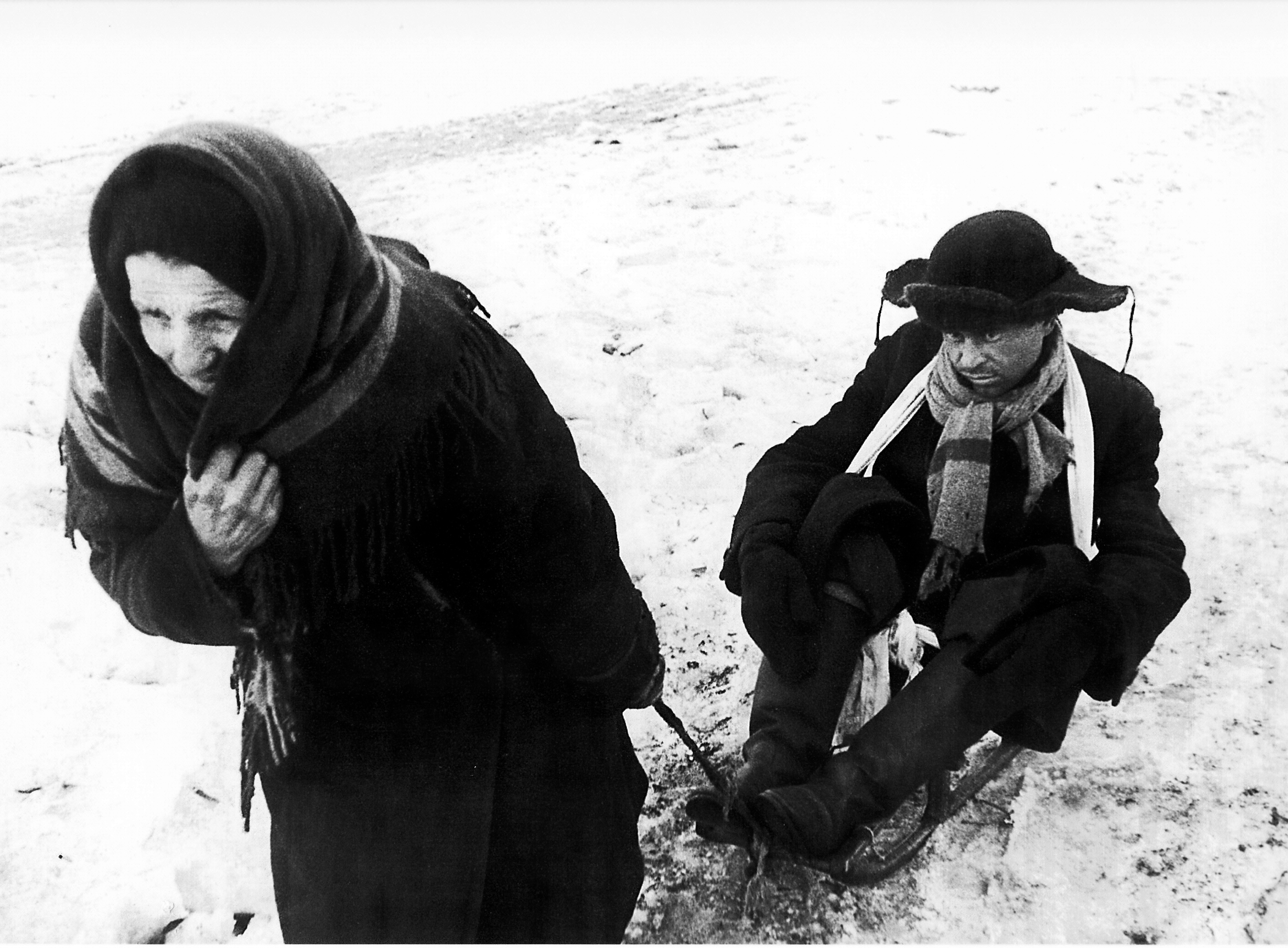
„Hladoví lidé.“ Babička veze hladového teenagera na saních. Leningrad během blokády. Rusko, Leningrad, 1. února 1942.
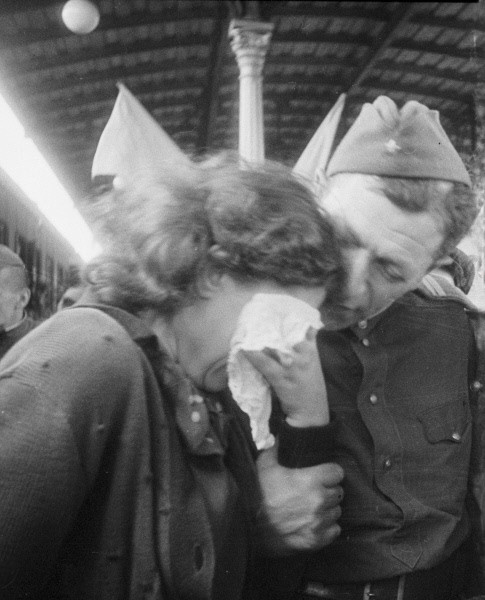
„Slzy štěstí“. Žena je šťastná, že se voják vrátil živý. Rusko, Moskva, 1. červená 1945.
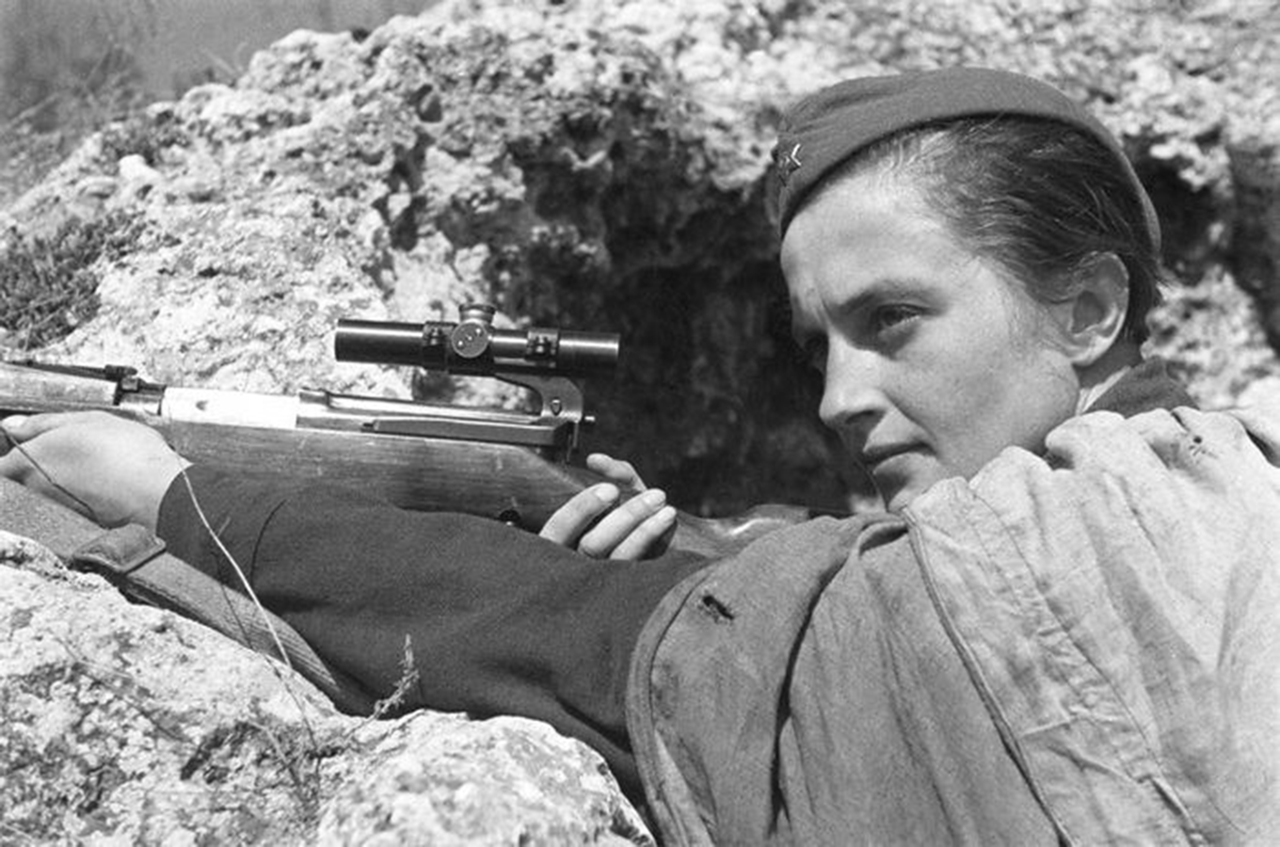
Ljudmila Pavličenková, nejúspěšnější sovětská odstřelovačka se zbraní v zákopu, 1942, časopis Směna, č. 12, 1942
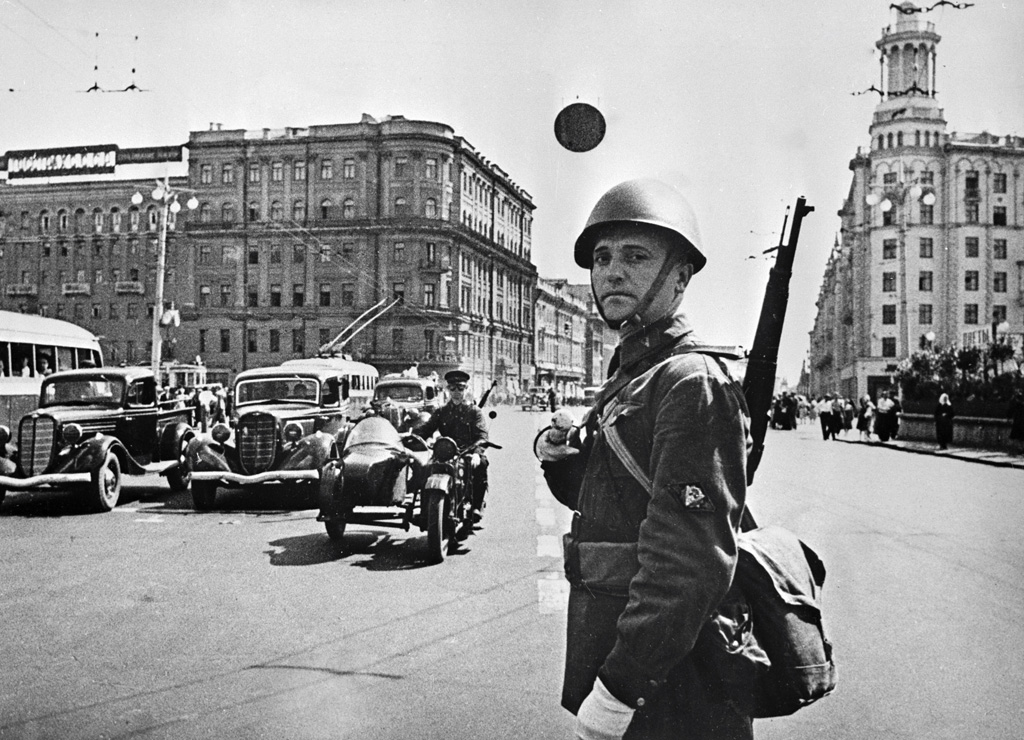
Milicionář na stanovišti v Gorkého ulici, Rusko, Moskva, srpen 1941.
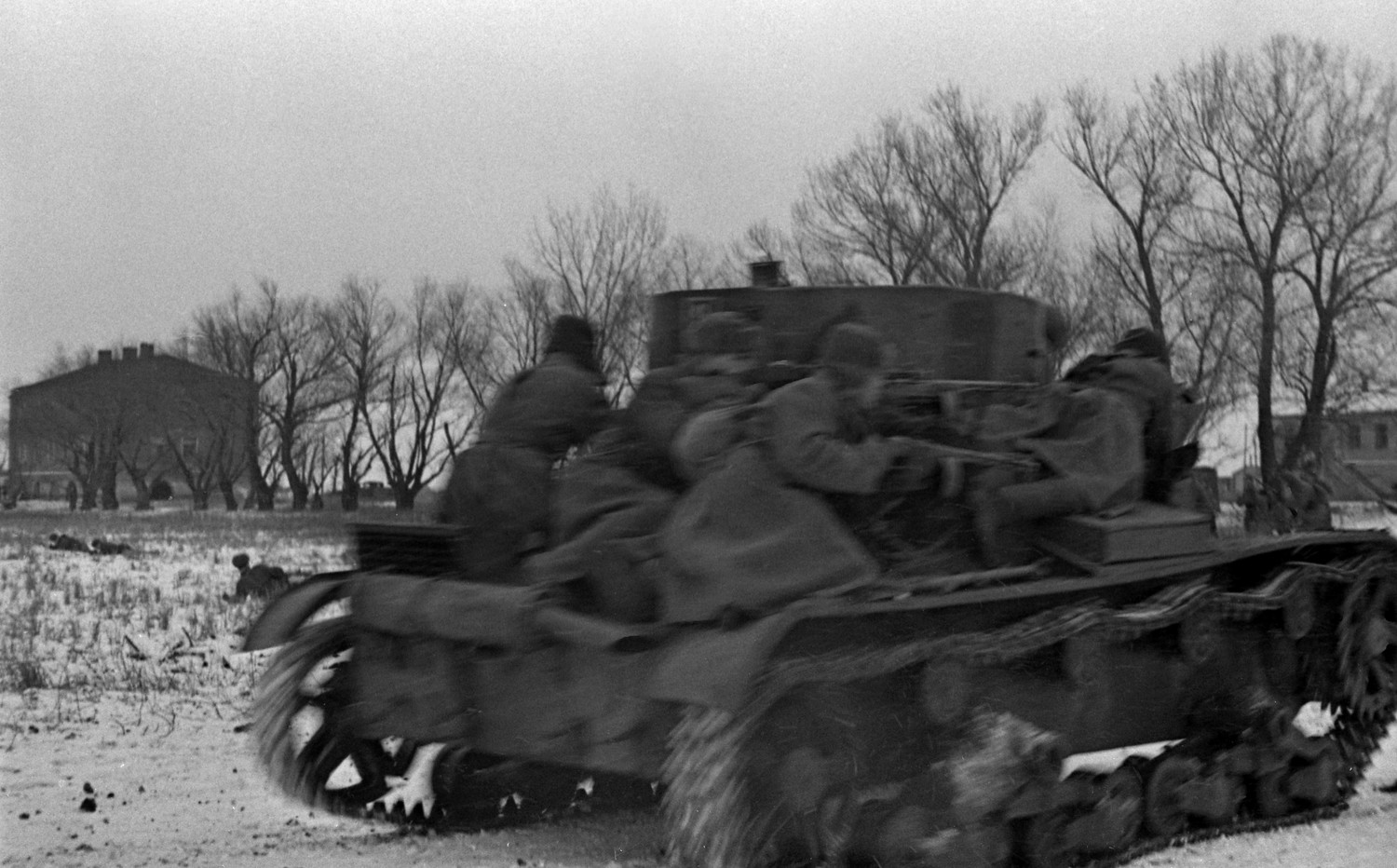
„Tankový výsadek se strojem T-26 poblíž Rostova v oblasti Korsun-Ševčenkovskij.“ Velká vlastenecká válka 1941-1945. Zima 1944.